# Чередниченко, Марк Васильевич
Марк Васи́льевич Чередниче́нко (2 сентября 1908, село Ольшаница, Васильковский уезд, Киевская губерния — 1993, Белореченск, Краснодарский край) — участник Великой Отечественной войны, Полный кавалер ордена Славы.

## Биография
Родился 2 сентября 1908 года в семье крестьянина в украинском селе Ольшаница Киевской губернии.
Получил начальное образование. Работал землекопом на кирпичном заводе в поселке Кильдинстрой Мурманской области.
Призван Козловским РВК Мордовской АССР. В Красной Армии и в боях Великой Отечественной войны с апреля 1942 года.
Старшина роты автоматчиков 94-го гвардейского тяжелого танкового полка (30-я отдельная гвардейская тяжёлая танковая бригада, 2-я ударная армия, 2-й Белорусский фронт) гвардии старшина Чередниченко 25—28 января 1945 года в боях за город Мариенбург (Германия, ныне Мальборк, Польша) командовал взводом автоматчиков вместо выбывшего из строя командира. Взвод выполнил боевую задачу, уничтожив 8 пулеметов противника, 4 фаустников и свыше 20 пехотинцев. 11 февраля 1945 награждён орденом Славы 3-й степени.
28—31 марта 1945 года в боях за город Данциг (ныне Гданьск, Польша) Чередниченко умело организовал связь танков с командиром полка. Вывел из строя вражеский пулемёт, истребил свыше 10 автоматчиков, взял в плен офицера и солдата. 16 мая 1945 года награждён орденом Славы 2-й степени
25 апреля 1945 года в боях за населённый пункт Шмеллентин на реке Одер (9 км юго-зап. г. Штеттин, Германия, ныне Щецин, Польша) гвардии старшина роты автоматчиков тех же полка, бригады (65-я армия, 2-й Белорус. фронт) Чередниченко предотвратил обстрел нашей танковой колонны, уничтожил более 10 гитлеровцев. Указом Президиума Верховного Совета СССР от 29 июня 1945 года награждён орденом Славы 1-й степени.
Демобилизован в ноябре 1945 года. Проживал в Мордовии, работал плотником.
В 1957 году переехал в Белореченск Краснодарского края. Скончался в 1993 году.

## Награды
- Полный кавалер ордена Славы:
  - орден Славы I степени (29 июня 1945, орден № 380)[1];
  - орден Славы II степени (16 мая 1945 орден № 20237)[2];
  - орден Славы III степени (11 февраля 1945, орден № 28477)[3];
- орден Отечественной войны I степени (6 апреля 1985)[4];
- медаль «За отвагу» (7 марта 1944)[5];
- медаль «За боевые заслуги» (26 января 1943 года)[6];
- медаль «За оборону Ленинграда» (1 июня 1943)[7]